# Петронижевич, Дэн
Дэн Петронижевич (англ. Daniel (Dan) Petronijevic, правильное произношение: Петрони́евич (серб. Петронијевић); род. 28 марта 1981) — канадский актер и актер озвучивания, известный по свои ролям в фильмах Американский пирог и сериалах 19-2, Плеймейкеры, Кардинал и Леттеркенни.

## Биография
Петронижевич родился в Скарборо (Онтарио) 28 марта 1981 года. Имеет сербские корни. Он дебютировал в театре в подростковом возрасте в городе Порт-Перри (Онтарио). Там же его заметил агент, ищущий таланты. Дэн Окончил среднюю школу Порт-Перри.

## Фильмография
| Год       |    | Русское название       | Оригинальное название                     | Роль                    |
| --------- | -- | ---------------------- | ----------------------------------------- | ----------------------- |
| 1991-1996 | с  | Боишься ли ты темноты? | Are You Afraid of the Dark?               | Скотт                   |
| 1993-1997 | с  | Готовы или нет?        | Ready or Not                              | Тревор                  |
| 1994      | тв | Спасти детей           | To Save the Children                      | Рэй Ларч                |
| 1995-1998 | с  | Мурашки                | Goosebumps                                | Джой Феррис             |
| 1996-1997 | с  | Мгновения грядущего    | Flash Forward                             | Джой Риззо              |
| 1996      | тв | Ночь торнадо           | Night of the Twisters                     | крутой парень           |
| 1996      | тв |                        | Hostile Advances: The Kerry Ellison Story | Тим                     |
| 2003      | тв | Солдатская девушка     | Soldier’s Girl                            | Коллин Бейкер           |
| 2013      | ф  | Убойный уикенд         | Cottage Country                           | Сэллинджер Чиповски     |
| 2016      | ф  | Отряд самоубийц        | Suicide Squad                             | Наковальня, суперзлодей |
| 2021      | ф  | Пила: Спираль          | Spiral: From The Book of Saw              | Марв Бозвик, детектив   |